# Pixie Lott (album)
Pixie Lott è il terzo eponimo album discografico in studio della cantante inglese Pixie Lott, pubblicato nell'agosto 2014.

## Tracce
1. Nasty – 2:46 (Jack Splash, Thomas Callaway, Claude Kelly, Harry Casey, Richard Finch, Billy Nichols, James Brown)
2. Lay Me Down – 3:25 (Ashton Parsons, Matt Parad, Adam Pallin)
3. Break Up Song – 3:46 (Pixie Lott, Rami Afuni, Jim Irvin)
4. Champion – 2:54 (Jonathan Green, Mads Hauge, Phil Thornalley)
5. Kill a Man – 3:17 (P. Lott, Afuni, Larry E. Muggerud, Louis Freeze, Senen Reyes, Lowell Fulson, Jimmy McCracklin)
6. Ain't Got You – 4:08 (Andrew Wyatt)
7. Heart Cry – 3:32 (Afuni)
8. Ocean – 4:12 (P. Lott, Jerry Abbott, Irvin)
9. Raise Up – 3:36 (P. Lott, Hugo Chegwin, Harry Craze, Lisa Greene, Gavin Jones)
10. Bang – 3:34 (Afuni, Maureen Anne McDonald)
11. Leaving You – 3:47 (P. Lott, Abbott, Irvin)
12. Cry and Smile – 3:39 (P. Lott, Abbott, Andrew Jackson, Charlie-Ann Lott)

## Classifiche
| Classifica                          | Posizione massima |
| ----------------------------------- | ----------------- |
| Official Albums Chart (Regno Unito) | 15                |